# Franz Xaver Loehle
Franz Xaver Loehle (Wiessensteig, 1792 - Múnic, 1837) fou un compositor i tenor alemany.
Havent cantat en certa ocasió en presència del rei de Württemberg, aquest restà tan impressionat per la veu de Loehle, que es va comprometre a pagar-li els estudis. Entre d'altres li donaren lliçons, el mestre de capella Danzi i el tenor Krebs. Cantà en els teatres de Múnic, Viena, Karlsruhe, Budapest, Berlín, etc.
El 1828 fundà la Societat Liederkranz. entre les seves composicions hi figuren diverses cançons, algunes d'elles de caràcter religiós, i altres pròpies per ser cantades en les escoles; diverses misses, etc. A Múnic tingué entre altres deixebles a Eduard Rottmanner.
També és autor de l'obra didàctica Allgemeine Anleitung zu atner Elementas-Musikschule, etc., que no port peu d'impremta.